# シェフGP II
シェフGPⅡは、1992年5月にSANKYOが発売した、センター役物の中にフライパンを持ったシェフが配置されているパチンコ機のシリーズ名。
シェフGPⅡの1機種がある。

## 概要
貯留型の羽根モノタイプ。SANKYO初の小デジタルを搭載した羽根モノとして登場したのが本機である。1チャッカーはポケットになっているのでそのまま入賞できるが、2チャッカーは電チューになっており、開いた状態でないと入賞はできない仕様となっている。左右肩に配置されている「GO」チャッカーを玉が通過すると役物上のデジタルが始動する。このデジタルには0〜9のいずれかが2桁停止する。3か7のゾロ目が停止すると2チャッカーの電チューが1.9秒×3回開放される。デジタルに3か7のゾロ目が揃う確率は1/32である。

## スペック
- シェフGPⅡ
  - 賞球数 6&13
  - 大当たり最高継続 15R
  - 最大貯留 1個

## 演出
1チャッカーに入賞すると羽根が0.4秒開放され、2チャッカーに入賞すると羽根が0.75秒×2回開放される。V入賞後はシェフの持つフライパンの中に最大1個貯留することが可能で、ハズレ8カウント後か羽根開閉17回後に貯留が解除される。フライパンに貯留されれば高確率でVゾーンに入賞し、大当たりラウンドが継続する。
2チャッカー入賞後、もしくは大当たり中の貯留解除後には、Vゾーンの両脇にストッパーが出現し、役物内の側面からネズミが出てくる。これはV入賞をサポートするためのものであるが、ネズミは場合によっては玉の動きを妨げることもある。